# Бомбардировка Александрии
Бомбардировка Александрии (англ. Bombardment of Alexandria) — обстрел 11—12 июля 1882 года британской эскадрой египетских фортов Александрии, ставший первым сражением англо-египетской войны. После 10-часового боя 11 июля британским кораблям удалось подавить несколько батарей. День 12 июля прошёл в затишье, ночью египетские части покинули форты. 13 июля британский десант вывел из строя оставшиеся орудия, покинутые египтянами. Хотя огонь эскадры оказался гораздо менее эффективным, чем рассчитывали англичане, цель операции была достигнута. Несколько британских кораблей получили повреждения.

## Предыстория
После начала в Египте волнений, окончившихся приходом к власти Ораби-паши, новое руководство этой страны взяло курс на вытеснение европейского влияния и начало предпринимать попытки установить контроль над Суэцким каналом. В Александрии начались масштабные беспорядки, приведшие к гибели нескольких десятков европейцев (около 50) и бегству остальных. В связи с этим к Египту были направлены эскадры нескольких государств, прежде всего Великобритании, Франции и США. Самой крупной была британская эскадра под командованием адмирала Фредерика Бичем-Сеймура, которая постепенно пополнялась новыми кораблями. В планы британского кабинета входила оккупация Египта и установление над ним власти Лондона, поэтому был необходим предлог для начала военной кампании.
Несмотря на то, что к 6 июля европейцы уже покинули Египет, британский командующий выразил протест в отношении беспорядков и довёл до египтян обеспокоенность в связи с приготовлениями к бою, которые велись на береговых фортах Александрии.
После совещания на посыльном судне «Геликон» было решено направить египтянам ультиматум. Бичем-Сеймур встретился на борту своего флагмана, броненосца «Инвинсибл», с военным комендантом Александрии Рагаб-пашой и довёл до его сведения, что если на фортах не будут прекращены работы по установке орудий, то эскадра начнёт их бомбардировку. При этом часть укреплений предписывалось «временно сдать» англичанам для разоружения. Срок ультиматума заканчивался в 07:00 11 июля.

## Силы сторон

### Британская эскадра
Британская эскадра у Александрии состояла из 15 боевых кораблей:
Броненосцы
- «Инвинсибл»[англ.] (англ. HMS Invincible), флаг адм. Бичем-Сеймура. 10-229 мм, 4-152 мм орудий[2].

- «Инфлексибл» (англ. HMS Inflexible); 4-406 мм.
- «Александра» (англ. HMS Alexandra); 2-280 мм, 1-254 мм.
- «Монарх» (англ. HMS Monarch); 4-305 мм, 2-229мм, 1-178 мм.
- «Сьюперб»[англ.] (англ. HMS Superb); 16-254 мм.
- «Султан»[англ.] (англ. HMS Sultan); 8-254 мм, 4-229 мм.
- «Темерер»[англ.] (англ. HMS Temeraire); 4-280 мм, 4-254 мм.
- «Пенелопа»[англ.] (англ. HMS Penelope); 8-203 мм.

Канонерские лодки
- «Кондор» (англ. HMS Condor)
- «Бикон» (англ. HMS Beacon)
- «Биттерн» (англ. HMS Bittern)
- «Сайнет» (англ. HMS Cygnet)
- «Декой» (англ. HMS Decoy)

На всех канонерских лодках — 2-178 мм и 16 орудий меньшего калибра.
Миноносец
- «Гекла»[англ.](англ. HMS Hecla)

Посыльное судно
- «Геликон» (англ. HMS Helicon)

На британской эскадре имелось 92 орудия калибром 152 мм и выше, но одновременно огонь могли вести только 43. Существенным недостатком британской эскадры (что было характерно для всего британского флота того времени и было серьёзным отставанием по сравнению с флотами других крупных держав) было то, что все тяжёлые орудия заряжались с дула — они, во-первых, не отличались меткостью, во-вторых, обладали слабой живучестью ствола и часто выходили из строя или даже разрывались при интенсивной стрельбе.
Бичем-Сеймур осознавал, что если сражение затянется, имевшийся на кораблях боезапас будет быстро израсходован, но решил не обращать внимания на этот фактор, поскольку ожидал со дня на день прибытия с Мальты конвоя с боеприпасами.

### Египетские батареи
12 египетских фортов были расположены на дугообразной линии длиной 14 миль (около 26 км). Столь большая длина линии фортов была серьёзным недостатком, поскольку концевые форты линии не могли поддерживать друг друга огнём. На фортах имелось, по различным данным, от 250 до 306 орудий, но большинство из них были старыми гладкоствольными. Нарезных орудий современного образца, которые только и могли представлять реальную опасность для броненосных кораблей, было всего несколько десятков, из которых было установлено 40 (все — дульнозарядные, британской фирмы Армстронга):
- 5-254 мм
- 18-229 мм
- 12-203 мм
- 2-178 мм
- 3-127 мм

Орудийная прислуга насчитывала около 700 чел., выучка которых намного уступала подготовке британских артиллеристов, всего же в фортах присутствовало около 2000 чел. У египтян имелось почти 600 морских мин, но они не были выставлены, к тому же египтяне не умели обращаться с ними. Египтяне, по-видимому, не испытывали нехватки в боеприпасах, но сами форты были в крайне неудовлетворительном состоянии, погреба боезапаса не были даже прикрыты броневыми заслонками и, таким образом, совершенно не защищены. Многие орудия (особенно это касалось устаревших гладкоствольных) стояли открыто. Сооружения фортов были построены из мягкого песчаника, с очень некачественным цементным раствором. Орудийные установки были во многих случаях неисправными и проржавевшими.

## Сражение
Утром погода была хорошей, с отличной видимостью. Ночью с 10 на 11 июля корабли заняли места согласно плану. В 06:30 был отдан приказ зарядить орудия.
Британские броненосцы встали так, чтобы сосредоточить огонь преимущественно на фортах Мекс, Маячный, Рас-эль-Тин и Умм-эль-Кубеба. Дистанция была от 1000 до 3750 ярдов (914—3200 м). Ближе к фортам находились «Пенелопа», «Инвинсибл» и «Монарх», дальше всех — «Инфлексибл» и «Темерер». Маневрировавшие корабли держались с интервалами в 2,5 кабельтова. Канонерские лодки держались ещё ближе к фортам.
К 07:00 никакого ответа на ультиматум от египтян получено не было и эскадра открыла огонь. Египтяне начали отвечать, хотя концевые форты линии огонь не вели. Обе стороны сразу же добились многочисленных попаданий, но британские корабли обходились без серьёзных повреждений. Часто форты полностью скрывались за тучами дыма и пыли, но когда временами дым рассеивался, можно было видеть орудийную прислугу, не показывавшую признаков паники или бегства. Корабли вели бой только с 4-5 фортами центра линии укреплений.
Огонь египетских батарей был настолько интенсивным, что командир канонерской лодки «Кондор» капитан лорд Чарльз Бересфорд решился на чрезвычайно опасный манёвр. На своей канлодке он подошёл совсем близко к фортам и на довольно продолжительное время отвлёк на себя огонь многих орудий. Умелое маневрирование «Кондора» позволило избежать повреждений. Сама же канлодка нанесла сильные повреждения форту Мекс.
На эскадре большинство личного состава понимало, что сражение велось далеко не на равных — бронированные корабли были гораздо лучше защищены, чем плохо построенные и слабо защищённые египетские форты. Как писал известный британский военно-морской историк Х. Вильсон, получивший представление о бое от его непосредственных участников,
Матросы, пока дым не рассеется, ложились в промежутках между залпами на палубу, следили за стрельбой с таким вниманием, как толпа зрителей на стадионе следит за состязаниями. Удачные выстрелы встречались взрывами аплодисментов, а промахи — насмешками. На марсах, возвышавшихся над плотной завесой дыма, висевшей между кораблями и берегом, офицеры замечали места попадания снарядов и сообщали об этом комендорам при помощи рупора... Египтяне не замедлили ответить на действия флота. Тотчас же форты открыли огонь, и вскоре их снаряды стали попадать в корабли, разбрасывая кучи обломков при попаданиях в небронированные части и падая безрезультатно в воду в тех случаях, когда они попадали в броню. Для личного состава флота это был праздник, так как стреляли они из-за брони, непроницаемой для снарядов и представлявшей, безусловно, надежную защиту, по людям, почти совершенно не защищённым. Не по их вине преимущества не были ещё больше, и мы уверены, что они желали, чтобы это было так. Храбрость, проявленная египтянами, оказалась совершенно неожиданной.
Около 10:30 форт Маячный прекратил огонь, после чего корабли перенесли огонь на форты Адда и Фарос (арабское название — крепость Кайт-Бей, форт построен на фундаменте александрийского маяка, одного из семи чудес света). На форте Адда были замечены сильные повреждения, а около 13:30 на нём произошёл взрыв боезапаса. После этого форт прекратил огонь. Через некоторое время и на форте Адда замолчали все орудия, кроме одного. В 12:45 прекратил огонь форт Мекс, а с кораблей удалось рассмотреть, что личный состав покинул этот форт (по предположению англичан, орудийная прислуга укрылась в цитадели, не выдержав огня малокалиберных скорострельных орудий, таких, как картечницы Гатлинга). С нескольких кораблей были высланы шлюпки, с которых на форт Мекс высадились 12 добровольцев, которые вывели из строя 8 остававшихся боеспособными орудий.
По мере прекращения фортами огня многие корабли подходили всё ближе к ним. В конце боя «Пенелопа» вела огонь буквально в упор — менее, чем с 300 м. К 16:30 был подавлен Фарос, последний форт из всех, против которых вёлся огонь. Огонь кораблей был полностью прекращён в 17:30. Это было вызвано как тем, что орудия фортов были в основном подавлены, так и тем, что боеприпасы у англичан подходили к концу. Так, на «Инфлексибле» осталось только по 10 снарядов главного калибра на орудие, а на «Султане» боеприпасов осталось не более чем на час стрельбы.
Вечер и ночь прошли спокойно, ни одна из сторон не открывала огня. На кораблях устраняли полученные в бою повреждения. 12 июля днём «Темерер» и «Инфлексибл» снова сделали несколько выстрелов, после которых на фортах был замечен белый флаг. Британские парламентёры, однако, после недолгих переговоров выяснили, что Рагаб-паша сдавать форты не собирался и с кораблей снова был сделан выстрел по форту Фарос. После этого, в 16:00, белый флаг появился снова и англичане огонь прекратили. Бичем-Сеймур решил не продолжать сражение. По мнению российских исследователей, это могло быть вызвано тем, что от частой стрельбы на кораблях вышли из строя многие тяжёлые орудия, которые не отличались высокой надёжностью.
13 июля было установлено, что батареи в основном покинуты. Эскадра высадила десант из 300 моряков и морских пехотинцев, которые заняли форты, а также занялись обеспечением безопасности остававшихся в городе европейцев. Затем были высажены дополнительные силы.

## Итог
Цель британской операции была достигнута — форты были подавлены. При осмотре с моря повреждения фортов выглядели, по отзывам очевидцев, колоссальными, но непосредственное изучение фортов британским десантом показало, что эффект был лишь внешним и форты замолчали только из-за нежелания египтян продолжать бой. 10-часовая стрельба целой эскадры привела к выводу из строя только 10 современных нарезных орудий из 44. При этом больше половины британских снарядов или не взорвались вообще (иногда они при ударе в цель просто раскалывались без взрыва), или дали преждевременный разрыв. После боя 203-мм снаряд «Пенелопы» был найден неразорвавшимся в погребе боезапаса одной из батарей.
На британских кораблях было 6 убитых, среди которых один офицер, и 28 раненых. Сами корабли пострадали сравнительно мало. Сильнее всего были повреждены «Инфлексибл», на котором 254-мм сферическая мортирная бомба прошла через несколько внутренних помещений, и «Сьюперб», который получил серьёзное попадание под ватерлинию (его пришлось затем ставить в док для ремонта). Броненосец «Александра» получил до 60 попаданий, хотя серьёзных повреждений не имел. В «Монарх» и «Темерер» попаданий не было. В канонерские лодки также не было ни одного попадания. Ни в одном случае броня кораблей не была пробита. Значительные повреждения небронированных частей корпуса и надстроек были нанесены дульными газами собственных орудий, особенно это касалось «Инфлексибла».
После боя египетская газета «Эт-таиф» опубликовала сообщение о сражении, приведя совершенно ложные факты — было, например, сказано, что огнём фортов удалось потопить три броненосца. Египетские потери не были установлены даже приблизительно, но они были довольно высоки. В британских источниках указываются 150 убитых и даже 600 убитых на фортах и в городе.
После боя в Александрии начались сильные пожары, охватившие значительную часть города. Они были вызваны как огнём британской корабельной артиллерии, так и беспорядками.
Бомбардировка Александрии стала прологом для занятия англичанами Египта. После этого сражения британский парламент утвердил расходы на войну. Уже 17 июля началась высадка британских войск под командованием виконта Гарнета Уолсли, которые в предшествовавшие несколько дней находились на Кипре в ожидании отправки. Началась англо-египетская война, окончившаяся поражением египтян и превращением страны в британский протекторат.

## Оценка эффективности британских действий
Бомбардировка Александрии с самого начала и по настоящее время привлекала внимание военно-морских историков и теоретиков, поскольку это было единственное крупное сражение флота против береговых батарей за 50-летний период между Крымской и Русско-японской войнами. Вдобавок это был первый серьёзный бой для британского броненосного (не парусного) флота и последний, в котором англичанами использовались дульнозарядные орудия.
Результат операции расценивался специалистами достаточно скептически. Британская дульнозарядная артиллерия показала себя в весьма невыгодном свете. Серьёзную критику вызвало также применение англичанами бронебойных снарядов вместо фугасных (которых, как оказалось, в боекомплекте было не больше трети). Фугасные же снаряды были снабжены взрывателями, показавшими исключительно плохие качества, так что результат стрельбы ими, по словам современников событий, нельзя было назвать иначе, чем плачевным. К тому же если английские снаряды и могли разрушать постройки фортов, то только лёгкие и слабо защищённые, но даже самые тяжёлые снаряды, в том числе 406-мм, были не в состоянии пробить земляные валы толщиной 24 фута (7,5 м). Действия адмирала Бичем-Сеймура рассматривались как вялые и нерешительные, а тактика эскадры — как шаблонная и примитивная. Однако в британском общественном мнении чрезвычайно высокую оценку получили смелые действия командира «Кондора» лорда Чарльза Бересфорда.
Подвергались сомнению не только допущенные англичанами ошибки и недостатки их техники, но и многие ключевые положения существовавшей в те годы военно-морской тактики. Как писал один из русских обозревателей со ссылкой на отзывы самих британцев,
Результаты, полученные бомбардированием Александрии, были таковы, что один английский офицер высказал взгляд, что артиллерия деревянного линейного корабля оказалась бы более действительною против Египтян, чем артиллерия «Александры» и «Инфлексибля», т.е. большого калибра, но с малым числом орудий, основываясь на том, что в этом случае было бы выброшено гораздо больше снарядов.
Сами британцы отдавали себе отчёт, что победа была достигнута только потому, что противник сильно уступал в оснащении, выучке и дисциплине, не применял ни мин, ни торпед. Аналитики пришли к выводу, что в случае атаки британской эскадрой при той же тактике современных, хорошо вооружённых морских крепостей, таких, как Тулон, Брест или Кронштадт, бой вряд ли окончился бы успешно для Королевского флота.
Адмирал Бичем-Сеймур за данное сражение был произведён в пэры с титулом «барон Альчестер».